# Sune Ljungstedt
Sune Torvald Ljungstedt, född 12 november 1919 i Växjö, död 28 mars 2015 i Linköping, var en svensk filosofie kandidat, museiman, målare och skulptör.
Han var son till seminarieläraren Johannes Wilhelm Ljungstedt och Kajsa Maria Nilsson och från 1948 gift med läraren Sigrid Inga Maria Leanders. Ljungstedt studerade skulptur för Lena Börjeson 1945-1946. Separat ställde han ut i bland annat Tranås och Växjö. Han medverkade i samlingsutställningar med Norra Smålands konstförening. Bland hans offentliga arbeten märks en målning av Robinson Crusoe för Nyhems barnhem och dekorativa målningar för Åkersberga hushållsskola i Höör. Hans konst består av landskap, figurkompositioner och sagomotiv i olja och gouache samt mindre träskulpturer.